# Kalipetrovo, Silistra
Kalipetrovo (în bulgară Калипетрово, în română Calipetrova) este un sat în comuna Silistra, regiunea Silistra, Dobrogea de Sud, Bulgaria. 
Între anii 1913-1940 a făcut parte din plasa Silistra a județului Durostor, România.

## Demografie
Componența etnică a satului Kalipetrovo
     Turci (12,09%)
     Bulgari (65,07%)
     Romi (7,8%)
     Nicio identificare (14,79%)
     Altele (0,23%)
La recensământul din 2011, populația satului Kalipetrovo era de 4.266 locuitori. Din punct de vedere etnic, majoritatea locuitorilor (65,07%) erau bulgari, existând și minorități de turci (12,09%) și romi (7,8%). Pentru 14,79% din locuitori nu este cunoscută apartenența etnică.